# Sóc cọ Ấn Độ
Sóc cọ Ấn Độ hay Sóc cọ ba sọc, tên khoa học Funambulus palmarum, là một loài động vật có vú trong họ Sóc, bộ Gặm nhấm. Loài này được Linnaeus mô tả năm 1766.
Loài sóc này có thể được dễ dàng thuần hóa và nuôi làm thú cưng. Nó được tìm thấy trong tự nhiên tại Ấn Độ (phía nam của.Vindhyas) và Sri Lanka. Trong cuối thế kỷ 19, con sóc cọ được đưa vào Tây Úc, nơi mà nó đã trở thành một loại gây hại nhỏ đang được người ta tính cách loại bỏ do không có kẻ thù tự nhiên. Loài liên quan chặt chẽ sóc cọ năm sọc Funambulus pennantii được tìm thấy ở miền bắc Ấn Độ, và phạm vi của nó một phần trùng lặp với loài này.

## Hình ảnh

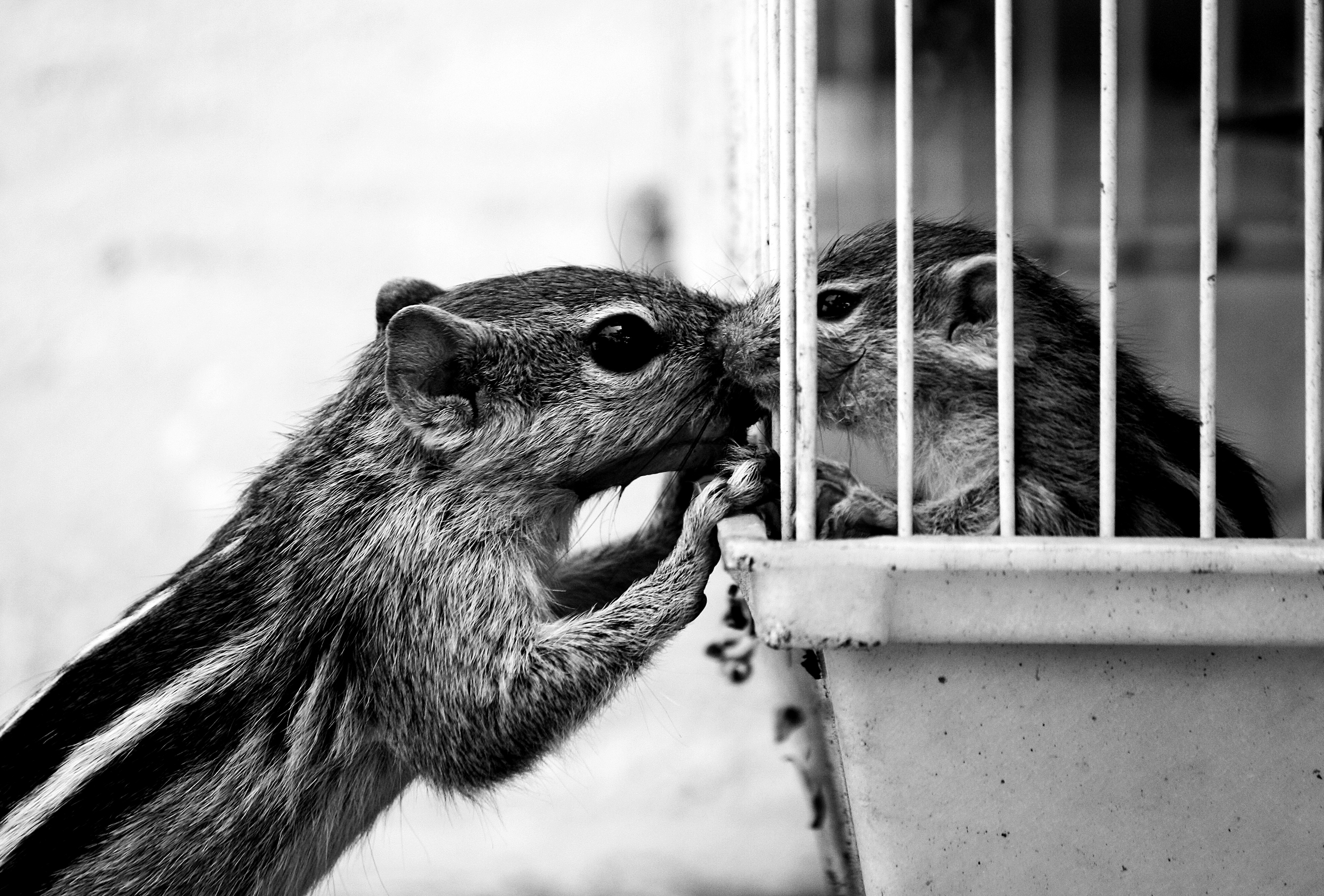
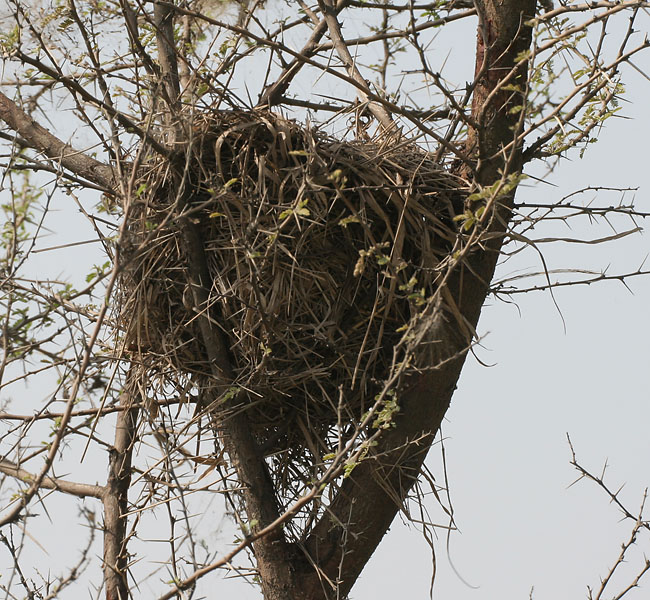
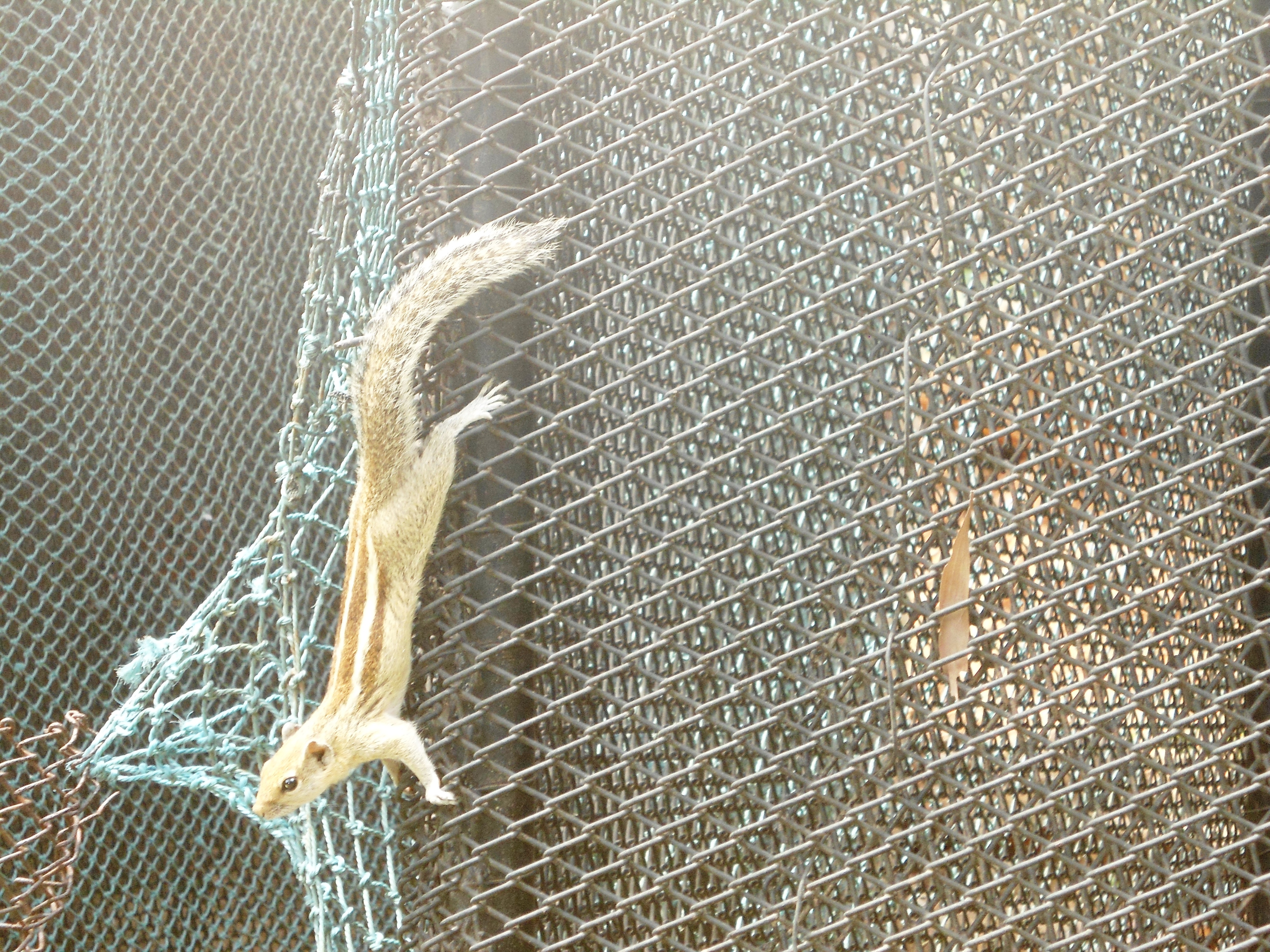
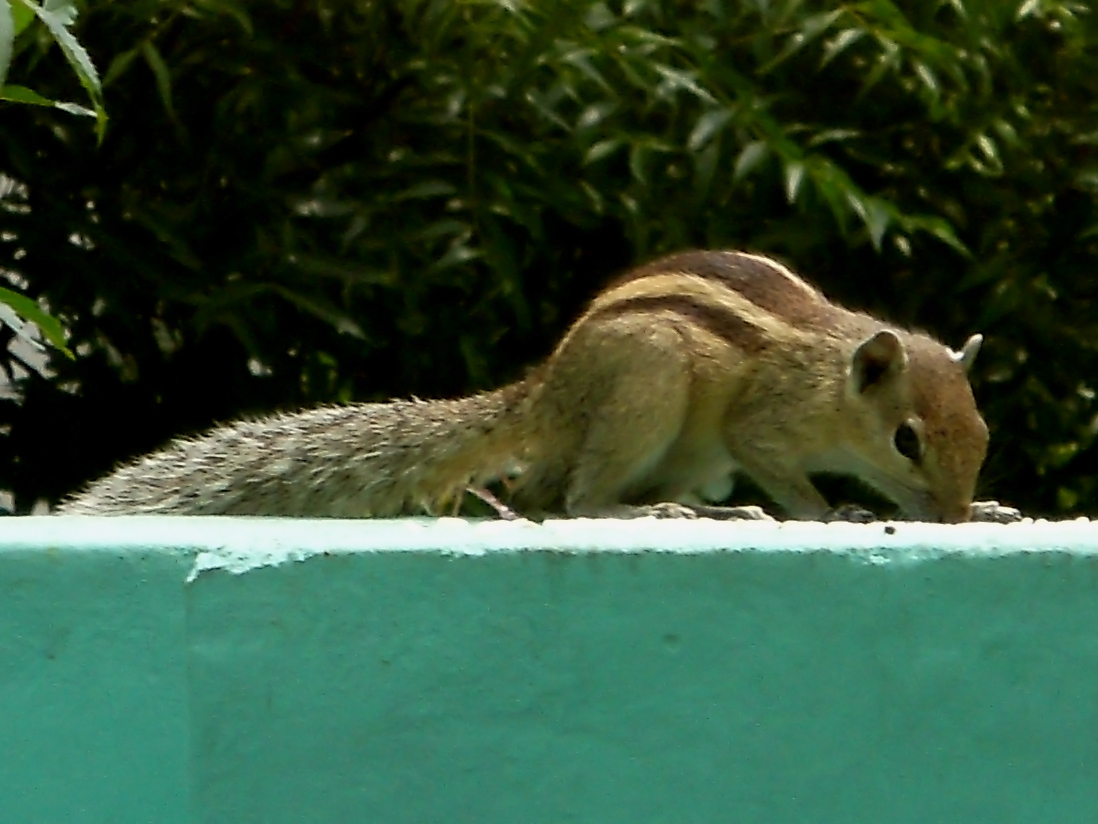

## Chú thích

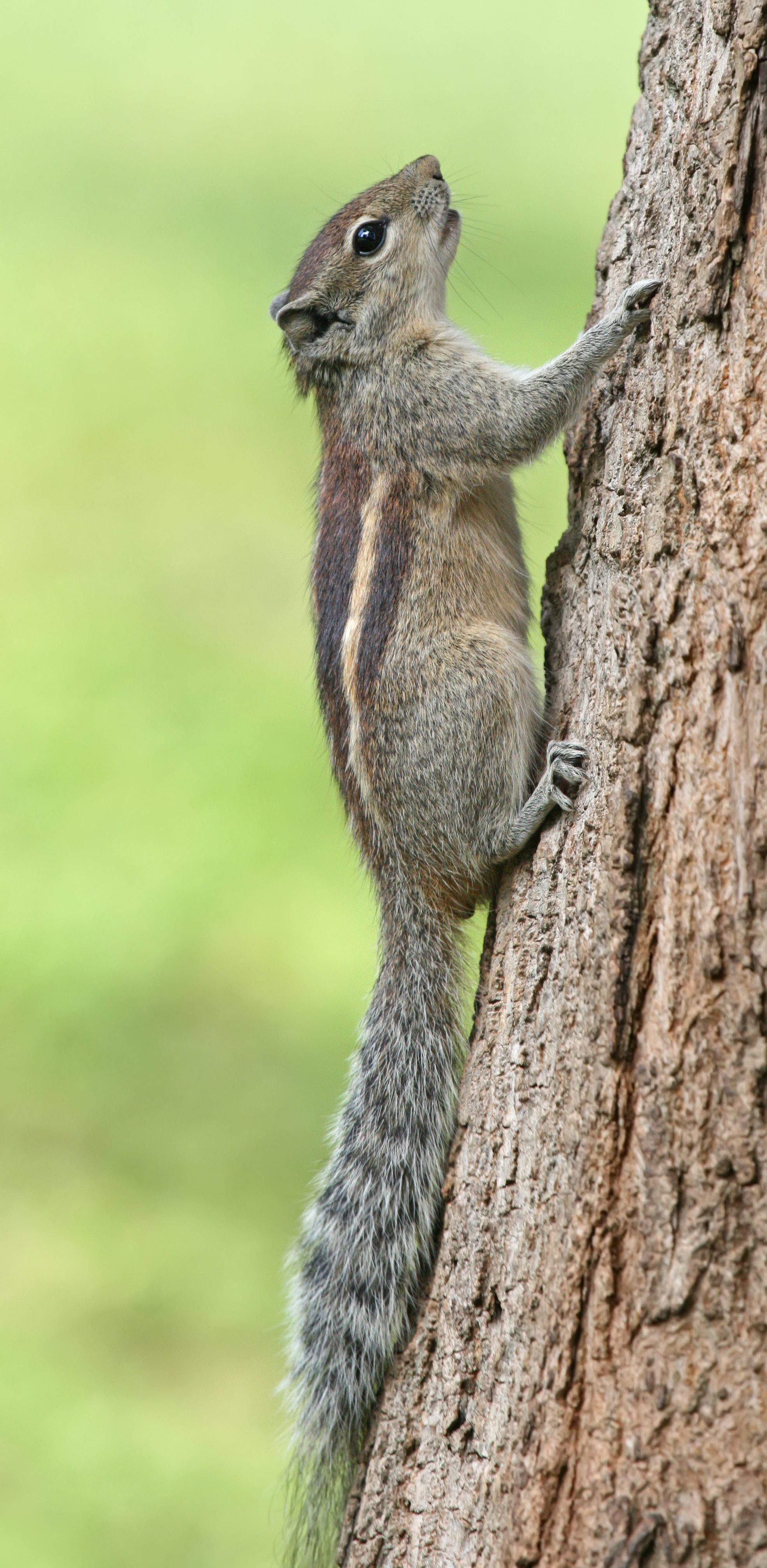
Hình chụp ở Bangalore, Ấn Độ

## Phân loài[3]
- F. p. palmarum
- F. p. brodiei
- F. p. robertsoni